# Julio Cascante
Julio César Cascante Solórzano (Limón, Costa Rica, 3 de octubre de 1993) es un futbolista costarricense que juega como defensa central en el Austin F. C. de la Major League Soccer de los Estados Unidos.
Debutó en Primera División costarricense con el Orión en febrero de 2012, con apenas dieciocho años, siendo poco habitual del equipo titular. Pese a que el club perdió la categoría ese mismo año, su progresión y esfuerzo le hicieron recalar en la Universidad de Costa Rica, bajo las órdenes del entrenador José Giacone. Se coronó campeón de la temporada 2012-13 de Segunda División, y dio el salto definitivo al Deportivo Saprissa en junio de 2016. En diciembre de ese año se hizo con el título de Invierno. En 2018 luego de su paso por el equipo tico fichó por el Portland Timbers de la Major League Soccer. Actualmente juega con el Austin FC club en el que se encuentra desde el año 2021.
Es internacional absoluto con la selección costarricense desde el 15 de diciembre de 2015. Antes de establecerse en la categoría mayor, participó en las competiciones del Torneo Esperanzas de Toulon y el Preolímpico de Concacaf en 2015.

## Trayectoria

### Orión F. C.
Julio Cascante nació el 3 de octubre de 1993 en Limón. Se trasladó a la capital San José para iniciar los entrenamientos con las divisiones inferiores del Brujas. El futbolista apuntó buenas características en la demarcación de defensa central y, justamente antes de debutar, el club sufrió problemas administrativos, lo que provocó la desaparición del mismo. Debido a esta situación, el conjunto de Orión tomó la franquicia y conservó gran parte de la plantilla, incluyendo a Cascante. En su primera temporada, en el Campeonato de Invierno 2011, no logró debutar como profesional, ya que en ocho oportunidades esperó desde la suplencia. Por otra parte, su equipo se ubicó en la última posición con 17 puntos. En contraste con lo acontecido en el Torneo de Verano 2012, el defensor apareció por primera vez el 5 de febrero, en el encuentro de local de su conjunto contra el Cartaginés, el cual terminaría en derrota de 0-1. Posteriormente recibió más oportunidades por el entrenador español Juan Luis Hernández, hasta contabilizar 11 partidos. Sin embargo, el club quedó de nuevo en la última casilla, lo que tuvo como consecuencia el descenso a la Segunda División.

### C. F. Universidad de Costa Rica
Para la temporada 2012-13, Julio fue transferido a la Universidad de Costa Rica para jugar en la segunda categoría del fútbol costarricense. Tuvo su debut el 12 de agosto, por la primera fecha del Torneo de Apertura 2012 al enfrentar a Osa, en condición de visita. El defensa completó la totalidad de los minutos en este partido, y el doblete de su compañero Jonathan Sibaja junto a los otros tantos de Erick Jiménez y Víctor Gutiérrez, dieron la victoria por goleada 0-4. En la etapa regular del certamen, el zaguero contabilizó siete presencias con 609 minutos de acción. Fue parte del equipo que superó a Liberia en cuartos de final y a Alajuela Junior en semifinales, para clasificarse a las últimas instancias. Para la final de ida desarrollada el 16 de diciembre ante Guanacasteca en el Estadio Chorotega, Julio ingresó de cambio por Leonardo Madrigal al minuto 79' y los universitarios triunfaron con marcador de 1-3. Una semana después, de local en el Estadio Ecológico, el futbolista sería titular durante todo el cotejo en la nueva ganancia para su club, esta vez con cifras de 2-1. De esta manera, su conjunto se hizo con el título de campeón.
En el Torneo de Clausura 2013 anotó su primer gol como universitario, el 27 de enero en el encuentro ante Coto Brus en condición de local. El jugador, al minuto 57', aprovechó un tiro de esquina desde el vértice derecho ejecutado por Andrés Orozco y, sumado a la mala intervención del cancerbero rival Melvin McKenzie, remató de pierna derecha con la meta vacía. El resultado fue victoria 2-1. Julio sumó siete apariciones en la fase de clasificación y logró 614 minutos disputados. Al finalizar la competencia, su equipo quedó subcampeón y se llevó la serie a una final nacional por el ascenso, contra AS Puma Generaleña, la cual ganó los del alma máter.
Una vez que regresó a la Primera División, Cascante no tuvo constancia en su juego, debido a las decisiones técnicas del argentino José Giacone. En el Campeonato de Invierno 2013 tuvo participación por dos partidos, mientras que en el Verano 2014 estuvo en cinco ocasiones. Por otra parte, su club en este torneo llegó a la ronda eliminatoria tras acabar en el cuarto puesto. No obstante, las semifinales de ida y vuelta fueron ante el Deportivo Saprissa, donde los marcadores fueron de empate 2-2 y de pérdida 2-0, quedando eliminados.
Para el Campeonato de Invierno 2014 fue de ascenso para el jugador, ya que acumuló un total de 14 cotejos y consolidándose en su posición. Su aporte en el equipo siguió aumentando para el Verano 2015 al tener 20 partidos disputados.
Su regularidad fue decreciendo para la temporada 2015-16, ya que solo tuvo un juego en la competición del Invierno 2015, esto por la alta competencia interna y por elección del estratega portugués Guilherme Farinha.

### Deportivo Saprissa
El 22 de junio de 2016, el Deportivo Saprissa hizo oficial la contratación del jugador. En la primera fecha del Campeonato de Invierno, su conjunto hizo frente al recién ascendido San Carlos, el 16 de julio en el Estadio Nacional. Sus compañeros Ulises Segura, David Guzmán y Rolando Blackburn anotaron, pero el empate de 3-3 prevaleció hasta el final del juego. El defensa no fue convocado. Debutó como saprissista el 31 de julio, en el partido contra Limón en el Estadio Juan Gobán. Cascante fue titular los 90 minutos en la victoria de 0-3. El 18 de agosto se inauguró la Concacaf Liga de Campeones donde su equipo, en condición de local, tuvo como adversario al Dragón de El Salvador. Julio permaneció en la suplencia y el resultado culminó en triunfo con marcador abultado de 6-0. El 25 de agosto se desarrolló la segunda fecha de la competencia continental, de nuevo contra los salvadoreños, pero de visitante en el Estadio Cuscatlán. Tras los desaciertos de sus compañeros en acciones claras de gol, el resultado de 0-0 se vio reflejado al término de los 90 minutos. La tercera jornada del torneo del área se llevó a cabo el 14 de septiembre, en el Estadio Ricardo Saprissa contra el Portland Timbers de Estados Unidos. A pesar de que su club inició perdiendo desde el minuto 4', logró sobreponerse a la situación tras desplegar un sistema ofensivo. Los goles de sus compañeros Fabrizio Ronchetti y el doblete de Marvin Angulo, sumado a la anotación en propia del futbolista rival Jermaine Taylor, fueron suficientes para el triunfo de 4-2. El 19 de octubre se tramitó el último encuentro de la fase de grupos, por segunda vez ante los estadounidenses, en el Providence Park de Portland, Oregon. El jugador entró de cambio por Mariano Torres al minuto 82', cinco más tarde recibió tarjeta amarilla, y el desenlace del compromiso finiquitó igualado a un tanto, dándole la clasificación de los morados a la etapa eliminatoria de la competencia. En el vigésimo segundo partido de la primera fase de la liga nacional, su conjunto enfrentó a Liberia en el Estadio Ricardo Saprissa. Cascante marcó su primer gol de la temporada al minuto 10', de cabeza, por intermedio de un centro derivado de Ulises Segura. El marcador de 3-1 aseguró el liderato para su grupo con 49 puntos, y además un cupo para la cuadrangular final. El 15 de diciembre su equipo venció 2-0 al Herediano, para obtener el primer lugar de la última etapa del certamen y así proclamarse campeón automáticamente. Con esto, los morados alcanzaron la estrella número «33» en su historia y Cascante logró el primer título de liga en su carrera. Estadísticamente, contabilizó 14 apariciones y concretó un tanto, para un total de 786 minutos disputados.
Para el inicio del Campeonato de Verano 2017 que se llevó a cabo el 8 de enero, el equipo saprissista tuvo la visita al Estadio Carlos Ugalde, donde enfrentó a San Carlos. Por su parte, Julio Cascante no fue tomado en cuenta para este juego debido a una lesión, mientras que el marcador fue con derrota de 1-0. Debutó oficialmente el 25 de enero, en la jornada 5 contra Limón. Los goles de sus compañeros Fabrizio Ronchetti y Jaikel Medina valieron para la victoria de 2-1. En el clásico ante Alajuelense del 5 de febrero, el defensor concretó un gol al minuto 57' mediante un cabezazo dentro del área rival, derivado por un centro proveniente de Marvin Angulo. Su anotación sirvió para el 2-1 a favor de los morados. La reanudación de la Liga de Campeones de la Concacaf, en la etapa de ida de los cuartos de final, tuvo lugar el 21 de febrero, fecha en la que su club recibió al Pachuca de México en el Estadio Ricardo Saprissa. El zaguero central fue titular los 90 minutos y el trámite del encuentro se consumió en empate sin anotaciones. El 28 de febrero fue el partido de vuelta del torneo continental, en el Estadio Hidalgo. Las cifras finales fueron de 4-0 a favor de los Tuzos. El 1 de abril fue expulsado al minuto 59', en el juego contra Alajuelense en el Estadio Morera Soto, por involucrarse en una gresca con el adversario José Luis Cordero, el cual también vio la tarjeta roja. El resultado culminó con la derrota de 3-1. El 12 de abril, en el áspero partido contra Pérez Zeledón en el Estadio Ricardo Saprissa, su club estuvo por debajo en el marcador por el gol del adversario en tan solo cuatro minutos después de haber iniciado el segundo tiempo. El bloque defensivo de los generaleños le cerró los espacios a los morados para desplegar el sistema ofensivo del entrenador Carlos Watson, pero al minuto 85', su compañero Daniel Colindres brindó un pase filtrado al uruguayo Fabrizio Ronchetti para que este definiera con un remate de pierna izquierda. Poco antes de finalizada la etapa complementaria, el defensor Dave Myrie hizo el gol de la victoria 2-1. Con este resultado, los saprissistas aseguraron el liderato del torneo a falta de un compromiso de la fase de clasificación. Regresó después de la sanción de tres juegos el 23 de abril, en el inicio de la cuadrangular ante Limón en el Estadio Juan Gobán, pero volvió a ser expulsado esta vez por acumulación de tarjetas amarillas. Al comienzo de la segunda vuelta de esta instancia, el 7 de mayo como local ante Limón, Julio marcó un gol de testarazo al minuto 55', por intermedio de un tiro de esquina de Marvin Angulo, para el conclusivo del triunfo 4-1. A causa de la derrota 1-2 de local ante el Santos de Guápiles en la que el defensa no vio acción por acumulación de cinco tarjetas amarillas, su equipo alcanzó el tercer puesto de esta etapa y por lo tanto quedó instaurado en la última ronda al no haber obtenido nuevamente el primer sitio. El 17 de mayo se desarrolló el juego de ida de la final contra el Herediano, en el Estadio Rosabal Cordero. El defensa completó la totalidad de los minutos en la pérdida de 3-0. En el partido de vuelta del 21 de mayo en el Estadio Ricardo Saprissa, los acontecimientos que liquidaron el torneo fueron de fracaso con números de 0-2 a favor de los oponentes, y un agregado de 0-5 en la serie global.
Su debut en el Torneo de Apertura 2017 se produjo el 30 de julio en el Estadio "Fello" Meza de Cartago, escenario en el que su conjunto fungió como local contra Carmelita. Julio apareció en el once inicial, completó la totalidad de los minutos y recibió tarjeta amarilla en la victoria con cifras de 4-2. Una semana después concretó su primer gol de la temporada al minuto 4' sobre Pérez Zeledón, en la ganancia de visitante 1-2. El 13 de agosto colaboró con una anotación, a través de un remate de pierna izquierda al ángulo de la red del guardameta contrario, para la transitoria ventaja 0-1 en la visita al Estadio Juan Gobán ante Limón. Los rivales terminarían remontando el marcador 3-1 en esa oportunidad. El 23 de agosto, en jornada de reposición de la tercera fecha ante el Cartaginés en el Estadio Ricardo Saprissa, Julio recibió un centro de Mariano Torres para empalmar un cabezazo al minuto 51' y así lograr su tercer gol en la liga. Su aporte fue fundamental a pesar de haber ingresado de cambio en la victoria de 3-0. Se reencontró con el tanto el 24 de septiembre en el duelo por la undécima jornada contra el Santos de Guápiles, en la derrota de su equipo 3-2. El 15 de octubre anotó un doblete sobre el Cartaginés, para dar la victoria a su club por 3-4. Salió expulsado el 12 de noviembre por tarjeta roja directa tras derribar, en una acción manifiesta, a un futbolista de Guadalupe. Los saprissistas avanzaron a la cuadrangular en el segundo sitio con 43 puntos, y al cierre de la misma, el conjunto tibaseño quedó sin posibilidades de optar por el título. El defensa contabilizó veinte presencias y logró seis tantos. El 19 de diciembre se confirmó oficialmente que el zaguero dejaría la institución, para vincularse al balompié de la Major League Soccer.

### Portland Timbers
El 2 de enero de 2018, se hace oficial el fichaje del futbolista por el Portland Timbers de Estados Unidos.

### Austin F. C.
El 13 de diciembre de 2020 fue fichado al Austin F. C., nueva franquicia de la MLS en la temporada 2021.

## Selección nacional

### Categorías inferiores
Julio Cascante fue convocado por el entrenador Luis Fernando Fallas para hacer frente, con la Selección Sub-22 de Costa Rica, el Torneo Esperanzas de Toulon entre finales de mayo y principios de junio de 2015. El combinado costarricense perdió contra Países Bajos en su debut con marcador de 3-2, salió victorioso sobre Estados Unidos con cifras de 2-1, volvió a sufrir una pérdida, esta vez de 2-1 ante Francia y un empate contra Catar de 1-1. Con estos resultados, su selección quedó eliminada en fase de grupos con 4 puntos.
Bajo las órdenes del mismo director técnico, la escuadra Tricolor viajó a Estados Unidos para la disputa del Preolímpico de Concacaf de 2015. Sin embargo, tras dos derrotas consecutivas contra México y Honduras, además del empate ante Haití, su país quedó sin posibilidades de ir al torneo de fútbol masculino de Río de Janeiro 2016.

### Selección absoluta
En diciembre de 2015, Óscar Ramírez, estratega de la selección de Costa Rica, dio la lista de convocados para el encuentro amistoso contra Nicaragua en el Estadio Edgardo Baltodano, en la cual Cascante fue tomado en consideración. El 15 de diciembre se realizó el cotejo, donde el defensa debutó como sustitución por Michael Barrantes al minuto 79', y su país triunfó con marcador de 1-0, con gol de su compañero Kendall Waston.
El 30 de agosto de 2023, fue convocado por el director técnico Claudio Vivas en una gira hacia Europa contra los encuentros amistosos ante Arabia Saudita y Emiratos Árabes Unidos. El 8 de septiembre, Cascante se enfrentó ante Arabia Saudita, sumando la totalidad de minutos por la victoria 1-3. Cuatro días después, Julio se enfrentó ante Emiratos Árabes Unidos, donde ofreció la primera anotación con el conjunto costarricense, y la única anotación de Costa Rica al minuto 64 por la derrota 1-4.
El 10 de noviembre de 2023, fue convocado por el director técnico Gustavo Alfaro para disputar la Liga de Naciones de la Concacaf 2023-24 por los cuartos de final contra Panamá. Cascante se mantuvo en el banco de suplencia sin ver minutos en el juego de ida, mientras en el juego de vuelta disputó minutos contra Panamá, siendo una derrota en el marcador global 6-1, resultado de la eliminación de la competición.
El 15 de marzo de 2024, se oficializó su convocatoria para el partido del Repechaje de la Copa América 2024 contra Honduras y el amistoso contra Argentina. El 23 de marzo se enfrentó contra Honduras, sumando la totalidad de minutos en la victoria 3-1, logrando obtener el boleto a la Copa América 2024. Tres días después, se enfrentó contra Argentina, sumando la totalidad de minutos por la derrota 3-1.
El 1 de junio de 2024, se oficializó su convocatoria para la clasificación al mundial 2026 para los partidos contra San Cristóbal y Nieves y Granada.

#### Participaciones internacionales
| Competición                             | Sede           | Resultado        | Partidos | Goles |
| --------------------------------------- | -------------- | ---------------- | -------- | ----- |
| Liga de Naciones de la Concacaf 2023-24 | Concacaf       | Cuartos de final | 2        | 0     |
| Copa América 2024                       | Estados Unidos | Fase de grupos   | 1        | 0     |
| Liga de Naciones de la Concacaf 2024-25 | Concacaf       | Cuartos de final | 4        | 0     |

#### Participaciones en eliminatorias
| Eliminatoria               | Sede                             | Resultado   | Partidos | Goles |
| -------------------------- | -------------------------------- | ----------- | -------- | ----- |
| Clasificación Mundial 2026 | Estados Unidos · México · Canadá | Por definir | 2        | 0     |

## Estadísticas

### Clubes
Actualizado al último partido jugado el 14 de mayo de 2025.
| Club                              | Div.          | Temporada     | Liga  | Liga  | Liga   | Copas nacionales | Copas nacionales | Copas nacionales | Copas internacionales | Copas internacionales | Copas internacionales | Total | Total | Total  |
| Club                              | Div.          | Temporada     | Part. | Goles | Asist. | Part.            | Goles            | Asist.           | Part.                 | Goles                 | Asist.                | Part. | Goles | Asist. |
| --------------------------------- | ------------- | ------------- | ----- | ----- | ------ | ---------------- | ---------------- | ---------------- | --------------------- | --------------------- | --------------------- | ----- | ----- | ------ |
| Orión F. C. · Costa Rica          |               |               |       |       |        |                  |                  |                  |                       |                       |                       |       |       |        |
| 1.ª                               | 2011-12       | 11            | 0     | 0     | —      | —                | —                | —                | —                     | —                     | 11                    | 0     | 0     |        |
| Total club                        | Total club    | 11            | 0     | 0     | 0      | 0                | 0                | 0                | 0                     | 0                     | 11                    | 0     | 0     |        |
| La U Universitarios · Costa Rica  |               |               |       |       |        |                  |                  |                  |                       |                       |                       |       |       |        |
| 1.ª                               | 2013-14       | 7             | 0     | 0     | —      | —                | —                | —                | —                     | —                     | 7                     | 0     | 0     |        |
| 1.ª                               | 2014-15       | 34            | 0     | 0     | —      | —                | —                | —                | —                     | —                     | 34                    | 0     | 0     |        |
| 1.ª                               | 2015-16       | 1             | 0     | 0     | —      | —                | —                | —                | —                     | —                     | 1                     | 0     | 0     |        |
| Total club                        | Total club    | 42            | 0     | 0     | 0      | 0                | 0                | 0                | 0                     | 0                     | 42                    | 0     | 0     |        |
| Deportivo Saprissa · Costa Rica   |               |               |       |       |        |                  |                  |                  |                       |                       |                       |       |       |        |
| 1.ª                               | 2016-17       | 34            | 3     | 0     | —      | —                | —                | 5                | 0                     | 0                     | 39                    | 3     | 0     |        |
| 1.ª                               | 2017-18       | 20            | 6     | 0     | —      | —                | —                | —                | —                     | —                     | 20                    | 6     | 0     |        |
| Total club                        | Total club    | 54            | 9     | 0     | 0      | 0                | 0                | 5                | 0                     | 0                     | 59                    | 9     | 0     |        |
| Portland Timbers 2 Estados Unidos |               |               |       |       |        |                  |                  |                  |                       |                       |                       |       |       |        |
| 2.ª                               | 2018          | 1             | 0     | 0     | —      | —                | —                | —                | —                     | —                     | 1                     | 0     | 0     |        |
| Total club                        | Total club    | 1             | 0     | 0     | 0      | 0                | 0                | 0                | 0                     | 0                     | 1                     | 0     | 0     |        |
| Portland Timbers Estados Unidos   |               |               |       |       |        |                  |                  |                  |                       |                       |                       |       |       |        |
| 1.ª                               | 2018          | 21            | 0     | 1     | 1      | 1                | 0                | —                | —                     | —                     | 22                    | 1     | 1     |        |
| 1.ª                               | 2019          | 22            | 0     | 1     | 2      | 0                | 0                | —                | —                     | —                     | 24                    | 0     | 1     |        |
| 1.ª                               | 2020          | 5             | 1     | 0     | —      | —                | —                | —                | —                     | —                     | 5                     | 1     | 0     |        |
| Total club                        | Total club    | 48            | 1     | 2     | 3      | 1                | 0                | 0                | 0                     | 0                     | 51                    | 2     | 2     |        |
| Austin F. C. Estados Unidos       |               |               |       |       |        |                  |                  |                  |                       |                       |                       |       |       |        |
| 1.ª                               | 2021          | 31            | 2     | 1     | —      | —                | —                | —                | —                     | —                     | 31                    | 2     | 1     |        |
| 1.ª                               | 2022          | 35            | 3     | 2     | 1      | 0                | 0                | —                | —                     | —                     | 36                    | 3     | 2     |        |
| 1.ª                               | 2023          | 24            | 2     | 2     | 2      | 0                | 0                | 2                | 0                     | 0                     | 28                    | 2     | 2     |        |
| 1.ª                               | 2024          | 25            | 2     | 0     | —      | —                | —                | 2                | 0                     | 0                     | 27                    | 2     | 0     |        |
| 1.ª                               | 2025          | 7             | 0     | 0     | 1      | 0                | 0                | 0                | 0                     | 0                     | 8                     | 0     | 0     |        |
| Total club                        | Total club    | 122           | 9     | 5     | 4      | 0                | 0                | 4                | 0                     | 0                     | 130                   | 9     | 5     |        |
| Total carrera                     | Total carrera | Total carrera | 278   | 19    | 7      | 7                | 1                | 0                | 9                     | 0                     | 0                     | 294   | 20    | 7      |
| 1. 2. Fuente:Transfermarkt        |               |               |       |       |        |                  |                  |                  |                       |                       |                       |       |       |        |

### Selección de Costa Rica
Actualizado al último partido jugado el 18 de noviembre de 2024.
| Selección                                         | Año | Eliminatorias | Eliminatorias | Eliminatorias | Continental | Continental | Continental | Mundial | Mundial | Mundial | Amistosos | Amistosos | Amistosos | Total | Total | Total  |
| Selección                                         | Año | Part.         | Goles         | Asist.        | Part.       | Goles       | Asist.      | Part.   | Goles   | Asist.  | Part.     | Goles     | Asist.    | Part. | Goles | Asist. |
| ------------------------------------------------- | --- | ------------- | ------------- | ------------- | ----------- | ----------- | ----------- | ------- | ------- | ------- | --------- | --------- | --------- | ----- | ----- | ------ |
| Absoluta · Costa Rica                             |     |               |               |               |             |             |             |         |         |         |           |           |           |       |       |        |
| 2015                                              | —   | —             | —             | —             | —           | —           | —           | —       | —       | 1       | 0         | 0         | 1         | 0     | 0     |        |
| 2023                                              | —   | —             | —             | 1             | 0           | 0           | —           | —       | —       | 2       | 1         | 0         | 3         | 1     | 0     |        |
| 2024                                              | 2   | 0             | 0             | 6             | 0           | 1           | —           | —       | —       | 1       | 0         | 0         | 9         | 0     | 1     |        |
| Total                                             | 2   | 0             | 0             | 7             | 0           | 1           | 0           | 0       | 0       | 4       | 1         | 0         | 13        | 1     | 1     |        |
| 1. Fuente:Transfermarkt / National Football Teams |     |               |               |               |             |             |             |         |         |         |           |           |           |       |       |        |

#### Goles internacionales
| N. | Fecha                    | Sede                              | Rival                  | Gol | Resultado | Competición      |
| -- | ------------------------ | --------------------------------- | ---------------------- | --- | --------- | ---------------- |
| 1. | 11 de septiembre de 2023 | Estadio Maksimir, Zagreb, Croacia | Emiratos Árabes Unidos | 1–4 | 1–4       | Partido amistoso |

## Palmarés

### Títulos nacionales
| Título                         | Club                            | País           | Año  |
| ------------------------------ | ------------------------------- | -------------- | ---- |
| Segunda División de Costa Rica | C. F. Universidad de Costa Rica | Costa Rica     | 2013 |
| Primera División de Costa Rica | Deportivo Saprissa              | Costa Rica     | 2016 |
| MLS is Back                    | Portland Timbers                | Estados Unidos | 2020 |

### Distinciones individuales
| Distinción                                                   | Año  |
| ------------------------------------------------------------ | ---- |
| Incluido en el Once ideal de las Américas según el diario As | 2017 |